# Sovjetfangerne i Norge under 2. verdenskrig
De sovjetiske krigsfanger i Norge under 2. verdenskrig bestod af omkring 102 000 russiske tvangsarbejdere - krigsfanger og civile - som blev transporteret til Norge af den tyske krigsmagt under 2. verdenskrig. De byggede fæstningsanlæg, aluminiumsværker, veje og jernbaner; de arbejdede med skovhugst og i fiskeindustrien. Mange døde af sygdom eller underernæring eller blev dræbt.
Et stort antal døde i to katastrofale skibsforlis forårsaget af allierede flyangreb. Antallet af døde russiske tvangsarbejdere på norsk jord er langt større end det totale tab af norske liv, hjemme og i udlandet, civile og militære. 20.000 af disse fanger døde på norsk jord, næsten 14.000 af dem var sovjetiske.
Civile fanger: 7 000 såkaldte østarbejdere blev sendt til Norge. De fleste var mænd, men 1 800 østarbejdere var kvinder og børn.Omkring 13.700 af sovjetfangerne døde og blev begravet i Norge.

## Baggrund
Det var af betydning, at Sovjetunionen ikke havde ratificeret Genevekonventionen; det betød at sovjetiske soldater stod uden formelle rettigheder som krigsfanger. Den 22.juni 1941 angreb tyskerne Sovjetunionen i "Operation Barbarossa". De tyske tropper gjorde hurtige fremstød mod øst, og de sovjetiske styrker blev omringet i en knibtangsmanøvre. Der blev på kort tid taget et stort antal sovjetiske krigsfanger.
Da tyske styrker trak sig tilbage fra Finnmarken i oktober 1944 og nedbrændte en femtedel af norsk område, var de overbevist om, at Den røde hær ville trænge så langt syd i Norge som Narvik. Derfor etablerede general Lothar Rendulic en ny forsvarslinje ved Lyngen, hvad der krævede helt enorme resurser, fordi alle fæstningsanlæg, veje og broer i tilknytning til linjen skulle stå færdige inden 1. maj 1945. I Kvesmenes–Lyngen-området blev et højt antal sovjetiske krigsfanger i oktober 1944 hentet til arbejdet med Lyngenlinjen. I Kitdalen og dens sidedaler blev der oprettet otte fangelejre for i alt 7-8.000 krigsfanger. I et kompagni på 272 krigsfanger overlevede kun 35.
Med bizar humor opkaldte tyskerne de usle fangelejre efter glamorøse vintersportssteder i Østrig, Mallnitz, Gastin og Kitzbühl. Mallnitz i Kitdalen var allerværst. Der manglede de russiske fanger alt af tøj og sko, og holdt til usle skur uden opvarmning eller senge. Kondensering fik fangerne til at fryse fast til væggene, når nattekulden slog ind. I december 1944 begyndte 20. Bergarmee den systematiske udsultning. Var en fange for syg til at klare arbejdet, fik han heller ingen mad. Mallnitz-lejren i Norddalen var en regulær dødslejr, hvortil syge og udsultede krigsfanger blev sendt for at dø. En allieret krigsforbryderkommission afdækkede tre tilfælde af kannibalisme blandt de udsultede fanger. En russer havde stegt og spist hjernen til en medfange, der var henrettet med et skud i hovedet. Tre andre fanger havde spist af låret fra en død medfange. I maj 1945 nåede rygterne om Mallnitz oberst Otto Munthe-Kaas, der fik nedsat en undersøgelseskommission med engelske, amerikanske, norske, sovjetiske og svenske repræsentanter. Sammen med norske og svenske patologer rejste de til lejren, hvor tyskerne havde prøvet at tildække gravene, men overlevende fanger udpegede fire massegrave. Hver enkelt af de døde blev gravet op, obduseret og fotograferet.

## Krigsfangerne
De tyske fangearkiver blev overladt til Sovjetunionen, og forskning i Rusland viser at 84 775 sovjetiske fanger blev hjemsendt i 1945. Af disse var 77 812 krigsfanger. Den norske "Krigsgravtjenesten" har registreret 12 678 sovjetiske krigsgrave i Norge. Antallet civile tvangsarbejdere som blev hjemsendt var 6 963. Det totale antal sovjetiske tvangsarbejdere var større end 99 443. Man regner i nutiden med at fra august 1941 til 1944 blev der sendt 95 000 sovjetiske krigsfanger og 7 000 civile sovjetborgere til Norge.
Der var «14 forskellige kategorier fanger ud over tvangsarbejdere, og de kom fra mange land», skrev Eivind Kosnes.

I Norge blev de under krigen kaldt russerfangerne; De kom fra mindst 16 af de sovjetiske republikker og autonome republikker. Den korrekte betegnelsen er sovjetiske krigsfanger.

### Ikke-sovjetiske fanger
Tyskerne sendte også krigsfanger og civile tvangsarbejdere fra andre lande end Sovjetunionen til Norge. De, som blev behandlet mest brutalt var jugoslaverne. 4 113 jugoslaver de fleste serbere, var krigsfanger. 2 360 af dem døde og dødligheden var 57%. De var politiske fanger under SS til 1943 da Wehrmacht overtog. Jugoslaverne var sendt til Norge for at tilintetgøres.
Der var ca. 9 100 polakker i Norge, og af dem var 1 700 krigsfanger og 7 400 civile tvangsarbejdere. Og der var civile tvangsarbejdere fra mange lande i Europa, bl.a. 2 200 franske.

### Rekruttering blandt sovjetiske fanger, til soldatertjeneste på tysk side
Mange soldater i den røde hær støttede ikke landets kommunistregime. De kunne overtales til at kæmpe mod Sovjetunionen. Sådanne overløbere begyndte nazisterne at eksperimentere med. I 1942 blev der dannet en tyskvenlig russisk befrielsesshær, ledet af Andrej Andrejevitsj Vlasov. De skulle deltage i nedkæmpelsen af sovjetregimet. Også i Norge drev Vlasovs officerer en hvervekampagne for at hente krigsfanger ud af lejrene og sende dem til Østfronten i tysk uniform. I løbet af krigen blev over en million krigsfanger hvervet til tysk tjeneste.

## Fangelejrene
Tvangsarbejderne blev sat i arbejde for at bygge "riksvei 50" (i dag E6), Nordlandsbanen, Polarbanen, flyvepladser, fæstningsanlæg, miner, bygning af aluminiumsværker og i fiskeindustrien. Arbejderne var i stor grad organiseret af Organisation Todt.
Der blev transporteret fanger til Norge både fra Murmanskfronten og fra polske havne. Allerede 4. august 1941 kunne de første sovjetfanger observeres i Kirkenes. Nogle dage senere var to skibe på vej fra Stettin til Nordnorge, hver med 800 fanger ombord. De blev sendt til Narvik for at bygge veje, og til arbejde på AS Nordags bedrift i Glomfjord i kommunen Meløy (Nordag var et foretagende under 2. verdenskrig, som havde til formål at bygge aluminiumsfabrikker i områder kontrolleret af Tyskland), der skulle producere aluminium for den tyske krigsindustri.
Der blev oprettet fire store hovedlejre (Stalag) for sovjetfangerne:
- Stalag 303 ved Lillehammer oprettet september 1941 blev brugt til internering af sovjetiske krigsfanger, før de blev deporteret til andre fangelejre i Norge. Man regner med at 70 000 fanger var gennem lejren, 954 af disse mistede livet under opholdet og ligger begravet på en krigskirkegård lige udenfor lejren.
- Stalag 322 i Elvenes ved Kirkenes, oprettet i slutningen af 1941. I forbindelse med evakueringen i august 1944 blev lejren flyttet og lagt ind under Stalag 330 i Alta.
- Stalag 330 i Sagen ved Alta, oprettet august 1941, flyttet ud til Beisfjord (nær ved Beisfjorden), 12 km sydøst for Narvik, i november 1944. (Beisfjord-massakren skete i 1942.)
- Stalag 380 i Drevja og Oppdal oprettet december 1942. Bygden Drevja ligger i Nordland 25 km nord for Mosjøen i kommunen Vefsn. Oppdal. der ligger i Sør-Trøndelag, nævnes som Stalag første gang i august 1944. indtil da er det kun Drevja som omtales som Stalag 380.

Fangerne blev placeret i 500 forskellige lejre. Ved krigens slutning var der 284 lejre foruden de fire hovedlejre. Omkring 75 000 af fangerne var placeret fra Nord-Trøndelag og nordpå. Det var 30 000 i Nordland, hvor store vej- og jernbaneprojekter var sat i gang. Det var også her forholdene var dårligst, og dødeligheden størst.
I barakkerne lå fangerne i køjesenge uden madrasser. Omkring lejrene var der flere rækker pigtrådshegn. Der var også vagttårne med lyskastere. Arbejdstiden i lejrene var ti timer daglig, fra klokken 07.00 til 17.00. Påklædningen var dårlig, madrationerne var små. Underernæring var udbredt. 8–9 % af fangerne var syge og ude af stand til at arbejde. Nogle havde tuberkulose, andre akut Gastritis. De blev ofte udsat for fornedrende og brutal behandling af vagtmandskaberne. Slag og mishandling var almindeligt. Flugt blev straffet med døden.

## Kontakten med nordmændene
Al kontakt mellem civile nordmænd og sovjetfangerne var forbudt, ifølge en forordning udstedt af Josef Terboven fra september 1941. Kontakt med fangerne blev straffet med fængsel, bøder eller tugthus.
Der kom aldrig meddelelser fra Hjemmefronten eller regeringen i London om at hjælpe de sovjetiske krigsfanger. Alligevel fik de hjælp af det norske folk. Denne hjælp var baseret på enkle menneskelige reaktioner fra dagliglivet. Når mennesker var i så stor nød som de sovjetiske krigsfanger, var der mange der ville hjælpe dem. I lokalsamfundene med fangelejre, så lokalbefolkningen fangerne mere eller mindre dagligt. De marcherede ud fra lejrene om morgenen til en arbejdsplads og tilbage sent om eftermiddagen. Noget af kontakten foregik også gennem pigtrådshegnene.
De tyske vagter havde Terbovens forordning at forholde sig til, men valgte oftest at se bort, når de opdagede at sovjetfangerne fik mad fra nordmændene. Tyskerne havde også nogen svage punkter, og dem benyttede de norske hjælpere sig af. Det var ofte børn som fik opgaven med at formidle madpakkerne til fangerne. Madpakkerne blev ofte gemt, hvor de vidste, fangerne ville finde dem.

## Flugt
Straffen for at flygte fra fangelejrene var døden. Mange sovjetfanger blev skudt under flugtforsøg, eller de blev pågrebet, dømt til døden og henrettet. Der antages at mellem 1500 og 2000 sovjetiske fanger flygtede fra lejrene i Norge og Finland til Sverige.
En vellykket flugt krævede forberedelser og ofte hjælp udefra. For lejrene i Nordland var afstanden til Sverige kort, men fra Vestlandet var der lang vej gennem ukendt terræn. Hjælpen kunne være husly, mad, klæder og egnet fodtøj og ikke mindst vejledning i at finde vej. Men at give sig til kende for fremmede var risikabelt; man kunne støde på angivere.
Sverige (infrastruktur for flygtninge)
I Sverige blev de flygtende sovjetiske fanger modtaget og hjulpet. Der blev oprettet lejre for flygtede tvangsarbejdere fra Norge og Finland. Den første åbnede på Baggå herregård i Skinnskatteberg i maj 1942. Efterhånden blev der seks sådanne lejre i Sverige. Den sovjetiske legation i Sverige havde en vis kontrol med, hvad der foregik i lejrene, og de havde et mål om at beboerne ikke skulle blive påvirket gennem kontakt med svenskerne. Legationen opfordrede bl.a. til angiveri. De flygtende fanger kunne gøre sig idé om, hvilken modtagelse de ville få i hjemlandet. Nogle valgte derfor at forlade lejrene og blive i Sverige.

## Krigsforlisene
Omkring 3.000 sovjetiske fanger døde i to skibsforlis langs norskekysten. Begge katastrofer skyldtes angreb fra alliererede fly. Det første forlis skete i 1942 under transport af fanger fra Østfronten til Vestlandet, og det andet i 1944 under evakueringen af Finnmark . Al tysk transport langs den norske kyst var udsat for angreb. Om skibene var lastet med russiske fanger, tyske soldater eller krigsmateriel var angriberne oftest uvidende om. Også norske skibe i rutefart blev sænket af de allierede.
Palatia-katastrofen skete 21. oktober 1942 udenfor Lindesnes fyr. MS «Palatia» var på vej fra Stettin til Ålesund, hvor omring 986 mennesker omkom; af dem var 915 sovjetiske krigsfanger, 70 tyske vagtsoldater og søfolk) samt den norske lods ombord. Jagerfly fra New Zealand underlagt den britiske RAF Coastal Command havde som opgave at angribe fjendtlige mål fra Biscayabugten og op langs norskekysten. «Palatia» blev angrebet med en lufttorpedo som traf agterskibet. Piloten viste ingenting om skibets last og mandskab. Det blev ikke skrevet et eneste ord i den norske dagspresse om forliset af MS «Palatia». Under krigen blev katastrofen fortiet af tyskerne; efter krigen blev den fortiet af Norge og De allierede. Selv ikke i de bøger som udkom omkring fredsjubilæet i 1995 blev MS «Palatia» og katastrofeforliset nævnt med et ord. Det nøjagtige tal for de omkomne kan ikke fastsættes ut fra de kilder som eksisterer.
Rigel-katastrofen indtraf den 27. november 1944 i sejlrenden mellem Tjøtta og Rosøya i Alstahaug kommune. Denne katastrofe overgår alle andre hændelser i Norge under krigen i tab af menneskeliv: 2.570 mennesker blev dræbt, af dem 2.098 sovjetiske krigsfanger.

## Befrielse (maj 1945)
I maj 1945 var overtog de norske myndigheder ansvaret for sovjetfangerne. Lejrene blev åbnet, og det var et grufuldt syn som mødte dem. Der blev skrevet rapporter, som i dag er historiske kilder. Lejrene i Nordland var blandt de dårligste. Fra lejren i Dunderlandsdalen blev der rapporteret om 477 sovjetfanger, hvoraf 330 er syge, 40 af dem har tuberkulose og 100 fanger er så svækket, at de ikke kan gå.
I sovjetlejren ved Kalviktunnelen i kommunen Sørfold var fangerne forkomne. De var udmagrede, med frostskader og beskidte. Sygehusbarakkerne beskrives som en afdeling i helvede: Her lå omkring 20 muselmænd. Der blev igangsat humanitært arbejde i sovjetlejrene over hele Norge.
Befolkningen i mange norske lokalsamfund hvor der var fangelejrer fik anledning til at blive kendt med fangerne. Det blev møder mellem mennesker, og fangerne kunne takke for den hjælp, de fik. Der fortælles om sang og musik og glæde. Mange sådanne møder i lokalsamfundet er dokumenteret i samtidens aviser og senere i lokalhistorielitteraturen.
| Citat                          | EJENDOMMELIG 17.MAj-FEST MED RUSSISKE SOLDATER En egenartet stemning som det er vanskelig at få overført til dem som selv ikke var til stede, rådede i diakonissehusets kælder. ….Pinte og plagede krigsfanger, usselt klædte, men lykkelig over at finde mennesker som bare ville dem vel. De synger klangfuldt og melodisk og får hyldest. Lytter så selv andægtigt til Bitte Mois nydelige fremføring af norske folkeviser, og hylder henne med en lille gave, en æske de har lavet i fangelejren. ....Pastor Strømme taler, domprovst Kobro taler, den russiske læge Ivan Korotja taler, den russiske kaptajn Jonak og en købmand fra Sibirien taler. Under taget hænger det sovjetiske faner, røde flag med segl og hammer i hjørnet. Og vi norske sang "Ja, vi elsker", mens russerne sang deres vemodige melodier. Og så takker de for alt mulig med "Spasiba" og er afvekslende højtidelig og rørende. Vi ved ikke hvem af os som følte det stærkest, dette mærkelige, uforklarlige og uensartede som til slut samler sig i gensidig venskab. Begge parter giver udtryk for det. Russerne med ord og med deres fin, selvgjorte gaver, og unge norske piger med blomster og smil. Vi er glade for at vi kunne opleve en sådan stund. | Citat |
| Avisen Sørlandet, 18. mai 1945 | |       |

De overlevende russere benyttede også tiden til at lave gravmonumenter over deres faldne kammerater.

## Hjemsendelsen
Sommeren 1945 blev fangerne sendt tilbage til Sovjetunionen. Mange fanger var ængstelige for, hvad der ville ske, ofte med god grund. Enkelte flygtede, andre dækkede sig bag et falsk navn. Politiet havde ordre om at finde dem, som havde skjult sig.
De fleste sovjetfanger havde gode grunde til at frygte hjemkomsten til Sovjetunionen. Ordre nr. 227 fra Overkommandoen i Den røde armé gjorde det klart at de eneste alternativer en sovjetsoldat havde var at kæmpe eller dø. «Ikke et skridt tilbage!». Ordre nr. 270 definerede alle sovjetsoldater i krigsfangeskab som landsforrædere.
Det var i tråd med Jaltakonferencen, at også de sovjetiske overløbere blev udleveret til Sovjetunionen. De, som havde kæmpet på Hitler-Tysklands side blev regnet som landsforædere, ligesom de norske frontkjemperne.
Ifølge den norske historiker Marianne Neerland Soleim er det uklart, hvad som skete med mange af de sovjetiske fanger, da de kom hjem, men modtagelsen var alt andet end varm. Hospitalsskibet «Stella Polaris» sejlede to ture fra Nordnorge til Murmansk med krigsfanger i juli 1945.
| Citat                                                    | Da de gik i land blev de transporteret væk som kvæg, og på mig virkede det som om de ikke havde ventet en sådan modtagelse. De var oprømte da de kunne se sovjetisk land, men alle, også de syge som var blevet kørt til kajen i ambulancer i Norge, blev kørt væk på åbne lastbiler | Citat |
| Rapport fra mandskabet på hospitalsskibet Stella Polaris | |       |

Enkelte blev henrettet straks efter tilbagekomsten, andre blev sendt til nye år med tvangsarbejde. Nogle få rapporter eksisterer om en lykkelig slutning, hjemføring og medaljer. Den dårlige behandlingen af hjemvendte krigsfanger er en skamplet på Ruslands historie, og et tabu i den russiske offentlighed, fortæller Soleim i sin afhandling.
De tyske militære myndigheder oprettede kartotekkort på alle sovjetiske krigsfanger. Disse kort havnede efter krigen i Sovjetsamfundets varetægt. Det gjaldt både de som døde i fangelejrene, og de som overlevende. Når en tidligere fange søgte om job var det let for myndighederne at finde ud af at vedkommende ikke var en førsteklasses borger. Førsteklasses borgere havde ikke baggrund som krigsfanger i udlandet.

## Krigsgravene
De faldne sovjetborgere var begravet forskellige steder, nogen på kirkegårde, andre i store fællesgrave nær ved lejrene. Gravene lå spredt over hele Norge, de fleste langs kysten, og de allerfleste i Nord-Norge. I Fredsommeren 1945 brugte de sovjetiske fanger ventetiden til hjemrejse bl.a. til at rejse mindesmærker på gravene til deres faldne kammerater. Mange af mindesmærkerne står på plads, andre blev ødelagt under Operation Asfalt i 1951.
Vraget af MS Palatia blev fundet i 1997 og er klassificeret som krigsgrav. Dykkere skal holde sig på behørig afstand.

## Flytningen af krigsgravene
Under Operation Asfalt i 1951 blev de sovjetrussiske grave samlet på den internationale krigskirkegård på øen Tjøtta. De norske myndigheder frygtede at russiske spioner – forklædt som familie til de faldne soldater – skulle rejse rundt i Norge. Officielt blev aktionen fra norske myndigheder begrundet med behovet for pleje af gravene og tilrettelægning for besøg af pårørende. I Mo i Rana var der store demonstrationer. Efterretningstjenesten og et militært fartøj fulgte de to fragtskibe som transporterede ligdelene. Aktionen førte til en diplomatisk strid mellem Sovjetunionen og Norge.
I efterkrigstiden, i Operation Asfalt under Den kolde krig, foregik noget som i dag betegnes som gravskænding, da de sovjetiske krigsgrave blev flyttet til den internationale krigskirkegård på Tjøtta efter vedtagelsen i den norske regering.
| Citat                     | Forholdene omkring den makabre flytning har nok bidraget til at krigsfangernes historie yderligere blev skrevet ud i mørket | Citat |
| Marianne Neerland Soleim. | |       |

## Forskning
Der omkom flere sovjetfanger i Norge fra 1941 til 1945 end nordmænd under 2. verdenskrig, civile og militære både i Norge og i udlandet. Behandlingen af sovjetfangerne er en af de største krigsforbrydelser på norsk jord under 2.verdenskrig samt behandlingen af krigsfangerne fra Jugoslavien og de norske jøder.
Russerfangernes situation i Norge belyser de allervigtigste aspekter om 2. verdenskrig: Menneskesynet i den nazistiske ideologi og hvilke konsekvenser, det havde. På baggrund af dette er det mærkeligt at temaet ikke har været mere interessant for den historiske forskning på et tidligere tidspunkt.
En mulig grund til at sovjetfangernes indsats i Norge skulle glemmes var frygten for et erstatningskrav fra Sovjetunionen.
Historikeren Ole-Jacob Abraham mener, at sprogproblemet er en vigtig årsag til den manglende interesse for forskning både af sovjetfangernes og på Sovjetunionens krigsindsats i Norge. Det var Den røde hær som befriede Finnmark i 1944, den første del af Norge som blev befriet efter den tyske besættelse. En anden grund til at temaet ikke blev taget op tidligere var, at Sovjets krigsindsats længe blev nedtonet i efterkrigstiden pga. Den kolde krig 1945–1991, som gjorde det politisk ukorrekt at fremhæve, hvor meget sovjetborgerne ofrede; de var jo nu blevet fjenden. Temaet passet heller ikke til det nationale perspektiv som norske historikere almindeligvis har haft. Men allervigtigst er det måske at norske historikere har oplevet problematikken med sovjetiske krigsfanger og tyske fangevogtere som irrelevant for de fleste nordmænd.
Den tyske besættelsesmagt havde mere end 100.000 sovjetiske krigsfanger og tvangsarbejdere i Norge, omkring 13.700 af dem døde eller blev dræbt. Det bliver i nutiden betegnet som - et folkedrab på norsk jord. Norske historikere har frem til 1990-årene vist minimal interesse for dette tema. Marianne Neerland Soleims doktorafhandling “Sovjetiske krigsfanger i Norge 1941-1945 - antal, organisering og repatriering” er den første som behandlede temaet..
| Citat                                                                          | Den norske kollektive erindring om 2. verdenskrig udelader ofte de udenlandske krigsfangers skæbne. I stedet framhæves en konsensus erindring om den norske modstandskamp og heltedåd. | Citat |
| professor i arkeologi Marek E. Jasinski, prosjektleder for ”Painful heritage”. | |       |

Det er påfaldende, hvor lidt de norske historikere har skrevet om sovjetfangerne, hævder historikeren Ole-Jacob Abraham.

## Russerfugle, fuglebræt og skrin
Arne Vinje Gunnerud, kunstneren som fik opgaven at lave et monument for Palatia-katastrofen i 1942 lod sig inspirere af spånefuglene, de kendte fuglefigurer i træ som mange sovjetfanger lavede og byttede sig til mad. En alternativ måde at betragte det på er, at fangerne gav igen for at opretholde den positive relation til giveren.
Fuglebrættet er et legetøj, egentlig et lille mekanisk legetøj af træ. En lille træplade med håndtag, på pladen står tre små spånfugle som er fæstet i en lille ståltrådsbøjle, så de kan bøje fremover og bagover. Under pladen hænger et lille lod af træ, med snore op til fuglene. Når brættet bevæges hakker fuglene i madfadet som står mellem dem.
Små dekorerede skrin flettet af strå, skåret i træ, hamret ud af aluminium. Der findes også juletræspynt, cigaretmundstykker, malerier og andre småting. Meget af det er dekoreret med vandfarver.
Mange i generationen som voksede op under krigen er ejere af sådanne små fysiske minder om sovjetfangerne. Mange oplevede, at når de lagde en madpakke ud til fangerne, dukkede der den næste dag en lille gave op, en træfugl, et skrin eller en cigaretholder m.m.
I lejre, hvor forholdene var bedre, kunne fangerne drive småproduktion af de genstande. Materialerne var enkle og ikke så vanskelige at få fat i, det kunne være både af træ, aluminium og plast. Gamle kasseroller og vaskefade blev brugt. Et arbejde fangerne altid havde, var at tage sig af affaldet fra tyskerne. Mere udfordrende var at skaffe værktøj som fil, hammer, stemmejern, tang og sandpapir. Men det var strengt forbudt at smugle værktøj ind i lejrene.

## Kulturminder i landskabet
og dele jernbanen og E6 gennem Nordland er bygget af krigsfanger fra Sovjetunionen og Jugoslavien. Fangelejrene lå i rad og række langs vejen. Helt til Drag i Tysfjord var jernbanesporet delvist bygget, men ikke sammenhængende. Vejen
blev efter krigen benyttet til "riksvei".
Dele af Polarbanen nord for Fauske står i dag som et ubrugt banelegeme med tunneler og flere broer. I dag er dette et kulturmide i landskabet, et kulturminde som fortæller om sovjetfangernes slid og fornedrelse, og om nazistenes forestillinger om at slaviske folkeslag var Untermenschen og bestemt til at være slaver.
Før 2. verdenskrig var der ingen jernbane nord for Grong i Nord-Trøndelag. Vejene var dårlige og usammenhængende. I 1940 blev banen åbnet til Mosjøen. Den tyske besættelsesmagt så, at en sammenhængende transportåre på land var nødvendig for befæstningen af Norges nordkyst. De tænkte at en allieret invasion kunne komme netop i Nordland. Tyskerne anlagde banen, så den skulle være vanskelig at angribe. Hitlers mål var at Polarbanen skulle føres helt til Kirkenes.

## Museer og mindesmærker
- Møvik fort, beliggende ca. otte kilometer sydvest for Kristiansand, i området Kroodden/ Møvik.
- "Blodveimuseet" er et museum i Rognan i kommunen Saltdal i Nordland. Museet dokumenterer historien om jugoslaviske, polske og sovjetiske krigsfanger som byggede Blodvejen mellem Rognan og Langset i Saltdal mellem 1942 og 1945, under ledelse af den tyske besættelsesmagt. Den fortæller også om krigsfangernes liv og arbejde i Dunderlandsdalen.
- Grønsvik kystfort i Lurøy kommune. I dag er Grønsvik kystfort delvis genopbygget og omgjort til museum med udstillinger om regionens krigshistorie.

- Mindesmærket for Palatia-katastrofen ved Lindesnes er udført af billedhuggeren Arne Vinje Gunnerud (1930-2007) og blev afsløret den 21. september 1997 af kong Harald V. Kongen sagde blandt andet at ulykkerne med Palatia og Rigel fortæller om det store offer det sovjetiske folk måtte tåle under den anden verdenskrig.